# Miguel Ángel Nieto González
Miguel Ángel Nieto González (Madrid, 1943) és un periodista, escriptor i professor universitari, espanyol.

## Biografia
És Doctor en Ciències de la Informació per la Universitat Complutense de Madrid, diplomat en periodisme per l'Escola de Periodisme de l'Església (successora de l'Escola de Periodisme de "El Debat". Aquests estudis van ser posteriorment convalidats per l'Escola Oficial de Periodisme. Llicenciat en Ciències del Treball, Graduat Social i Diplomat en Emissions i Producció de Ràdio. En 1962-1963 va ser director i presentador dels Festivals de Música Moderna del Circ Price. El 1963 col·laborà a l'emissora de ràdio La voz de Madrid. Dos mesos després s'incorpora a Radio España. En aquesta emissora, va ser director i conductor de l'espai Nosotros los jóvenes i va participar, sota la direcció de Bobby Deglané a Sobremesa 40 aniversario, Quién cantó las cuarenta, La Biblia Medida de la Verdad i El Parlamento de la Opinión Pública.
El 1967 passa a la Cadena SER. En aquesta emissora presta serveis com a redactor dels Serveis Informatius, Director de Matinal SER (1968) i Redactor Cap de Hora 25 (1970), on va estar fins a 1975.
El 1982 va formar part de la plantilla fundadora de la nova emissora Antena 3 Radio, sent el conductor del programa inaugural el 4 de maig de 1982. En la cadena dirigí i conduí els espais El Primero de la Mañana (1982-1985), el magazín matinal Viva la gente (1985-1989) junt amb Mayra Gómez Kemp, Viva la gente del Cole, Las tardes de Antena 3, El Campanario, fins al tancament de l'emissora en 1993.
Quant a les seves incursions en el mitjà televisivio, va realitzar labors de guionista per als espais Informativo Juvenil, de Francisco García Novell i Directísimo (1975), amb José María Íñigo, tots dos per a Televisió espanyola. El 25 de desembre de 1989 va ser el primer rostre que va aparèixer en la televisió privada en presentar l'inici de les emissions en proves d'Antena 3 Televisió. També va presentar l'espai que anunciava l'inici de les emissions regulars de la mateixa cadena, així com el primer espai de Telebotiga.
Igualment ha treballat en premsa escrita en les següents publicacions: revista musical Fonorama (Redactor Cap) (1960), Diari Informaciones (1963), Nuevo Diario (1968), La Actualidad Española (1973) i ABC (1975-1980), com a redactor parlamentari.
Va treballar en les agències Europa Press (1968) i Agència EFE des de 1978 sent nomenat Delegat a Mèxic (1978-1980) i a Houston (1980-1981). Després del tancament d'Antena 3 Radio va tornar a l'Agència. Entre 1993 i 2000, va desenvolupar la seva activitat en diferents llocs, com a Cap de l'Àrea de Societat i Cultura,Cap de Secció del Departament de Televisió, Editor de la Secció de Nacional i Coordinador d'Accions Formatives.
Els seus últims passos professionals han discorregut pel món de la docència, i va exercir com a professor adjunt del Departament d'Audiovisuals i Noves Tecnologies (del qual va ser director) a la Facultat d'Humanitats i Ciències de la Comunicació de la Universitat CEU San Pablo. També professor de Publicitat i Ràdio de la Universitat Abat Oliva de Barcelona. Anteriorment, durant la seva estada a Mèxic, va ser professor de Ràdio en les Universitats Anhauac i Nuevo Mundo d'aquesta capital.
És autor de Bobby Deglané: el arquitecto de la radio española (2005).
Està en possessió dels premis Antena de Oro i Micrófono de Oro de la Cadena SER, Periodista més segur i Premi Internacional Rei d'Espanya, de Ràdio pel programa "Don Juan, un Rey sin trono" emès el dia de la mort del Comte de Barcelona.